# Scytalopus chocoensis
Scytalopus chocoensis là một loài chim trong họ Rhinocryptidae.